# Röddinge kyrka
Röddinge kyrka är en kyrkobyggnad i Röddinge. Den tillhör Lövestads församling i Lunds stift. Kyrkan är belägen på en höjd intill byn strax söder om Riksväg 11 mellan Sjöbo och Tomelilla. Kyrkogården inhägnas av en kallmur.

## Kyrkobyggnaden
Kyrkans äldsta delar uppfördes runt år 1200. Tornet kom till på 1400-talet, då kyrkan även välvdes. 1877 fick kyrkan korsarmar och förlängdes österut. 1928 brann kyrkan. Efter denna brand fick kyrkan en mer ålderdomlig prägel, och korsarmarna förminskades.
I kyrkans valv finns kalkmålningar från slutet av 1400-talet. Dessa är utförda av Everlövsmästaren.

## Inventarier
Vid en ödesdiger brand år 1928 skadades stora delar av kyrkan, förutom tornet. Flera av inventarierna totalförstördes, bl.a. bänkinredning och predikstol. Andra inventarier, som dopfunten, blev svårt skadad. I samband med branden blev dock de övertäckta kalkmålningarna åter synliga, vilka togs fram och konserverades. En offerstock i kyrkan härstammar från 1600-talet.

### Orgel
- 1937 byggde A. Mårtenssons Orgelfabrik AB, Lund en orgel med 7 stämmor.
- Den nuvarande orgeln är byggd 1965 av A. Mårtenssons Orgelfabrik AB, Lund och är en mekanisk orgel.

| Huvudverk I     | Svällverk II      | Pedal        | Koppel |
| Gedackt 8´      | Rörflöjt 8´       | Subbas 16´   | I/P    |
| Principal 4´    | Gemshorn 4´       | Nachthorn 4' | II/P   |
| Waldflöjt 2'    | Principal 2'      |              | II/I   |
| Mixtur 2-3 chor | Kvint 1 1/3'      |              |        |
|                 | Crescendosvällare |              |        |

## Externa länkar

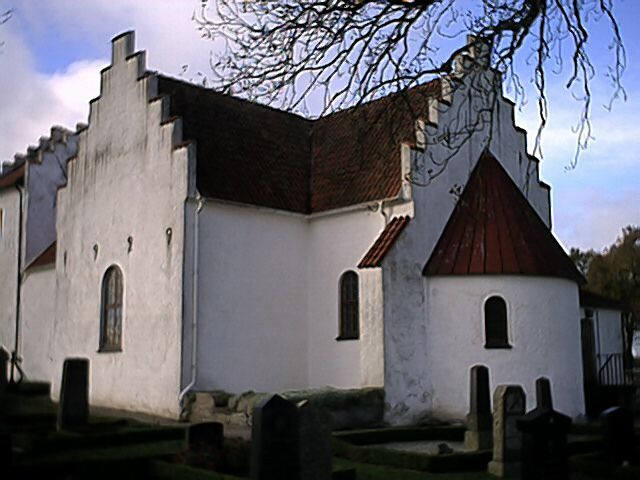
Kyrkan från sydöst. På korsarmen kan man tydligt se årtalet 1929, då kyrkan återuppbyggdes.